# Bernardo Merizalde
Bernardo del Carmen Merizalde Morales (Bogotá, 1891-Pamplona, 1971) fue un sacerdote, misionero, escritor y profesor colombiano, miembro de la orden de los Agustinos Recoletos.

## Biografía
Nacido el 18 de mayo de 1891, era natural de Bogotá. Es descrito por Cejador y Frauca como «buen poeta, orador y profesor de Sagrada Teología». En 1904 ingresó en los Agustinos Recoletos. Según Cejador «dióse a conocer como poeta de verdadero sentimiento nacional» en el Congreso Mariano de Bogotá, con la poesía Colombia y la Inmaculada, premiada con medalla de oro. Sus composiciones se publicaron en diversas revistas y periódicos, por ejemplo la poesía titulada «Bandera colombiana» en la revista España y América (1920). Falleció el 24 de abril de 1971 en la ciudad española de Pamplona.